# Olivier Kaeppelin
 (février 2018).
Si vous disposez d'ouvrages ou d'articles de référence ou si vous connaissez des sites web de qualité traitant du thème abordé ici, merci de compléter l'article en donnant les références utiles à sa vérifiabilité et en les liant à la section « Notes et références ».
Olivier Kaeppelin, né le 10 avril 1949 à Rio de Janeiro au Brésil, est un commissaire d’exposition, critique d’art et écrivain français. 
Il est directeur délégué chargé des programmes à France Culture puis conseiller du président de Radio France pour les programmes culturels et le développement de la politique culturelle du groupe de 1999 à 2004, directeur des Arts Plastiques du Ministère de la Culture et de la Communication de 2004 à 2010, directeur du Projet Palais de Tokyo de 2009 à 2011, puis directeur de la Fondation Maeght de 2011 à fin 2017.

## Biographie

### Études et enseignement
Olivier Kaeppelin a fait des études de sociologie (licence et maîtrise) à la Sorbonne Université. Il est diplômé d’études approfondies de sociologie de l’Université Paris-Nanterre et licencié de Lettres modernes à l’Université Paris 7 Jussieu. Il a été chargé de recherches à l’École pratique des hautes études a enseigné à l’Université Paris-VIII au département Littérature, à l’Université Panthéon-Sorbonne au département Histoire de l’art ainsi qu’à l’école des Beaux-Arts de Nantes.

### Homme de radio
Homme de radio, Olivier Kaeppelin a produit de nombreuses émissions sur la littérature, la création, le théâtre et la ville contemporaine à France Culture. Il a contribué, aux côtés d’Alain Veinstein, à la création des Nuits Magnétiques à partir de 1979. Entre 1999 et 2004, au sein de Radio France, il est successivement directeur-adjoint de France Culture, chargé des programmes, puis conseiller du Président de Radio France pour les programmes culturels et le développement de la politique culturelle du groupe.

### Activités d'écrivain et de collaborateur de revues
Créateur de revues littéraires et artistiques (Exit, Le Grand 8, Olivier Kaeppelin a été le collaborateur de nombreux journaux, magazines et revues littéraires, notamment Art Press, Beaux Arts magazine, Change, La Quinzaine littéraire, L'Autre Journal, L’Ennemi, Libération, Opus…
Il est l'auteur d'ouvrages de poésie chez différents éditeurs. Ses poèmes sont traduits en anglais et en italien dans différentes anthologies. Il est également l’auteur de nombreux ouvrages et textes sur l'art et les artistes, ainsi que sur le théâtre équestre Zingaro, notamment aux Éditions Flammarion, Actes Sud et La Différence. 
Il a écrit des essais et textes sur l’art, notamment sur Gérard Gasiorowski, Daniel Dezeuze, Richard Baquié, Imi Knoebel, Richard Deacon, Enzo Cucchi, Wolfgang Gäfgen, Gunther Brüs, Bernard Moninot, Jaume Plensa, José-Manuel Broto, Pierrette Bloch, Erik Dietman, Joan Miró, Jonathan Lasker, Yan Pei Ming, Jacques Monory, Daniel Pommereulle, Damien Cabanes, Gérard Garouste, Shim Moon-Seup, Philippe Cognée, Bernard Basile, Jean-Claude Rugirello, Markus Raetz, Claire-Jeanne Jézéquel, Louise Tilleke, Gilgian Gelzer, Claudine Drai, Lee Bae, Gloria Friedman, Djamel Tatah, Eduardo Arroyo…

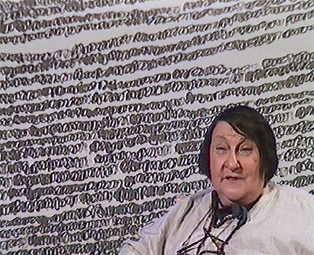
Pierrette Bloch
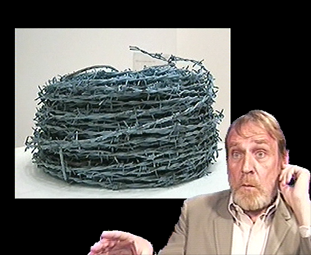
Daniel Pommereulle
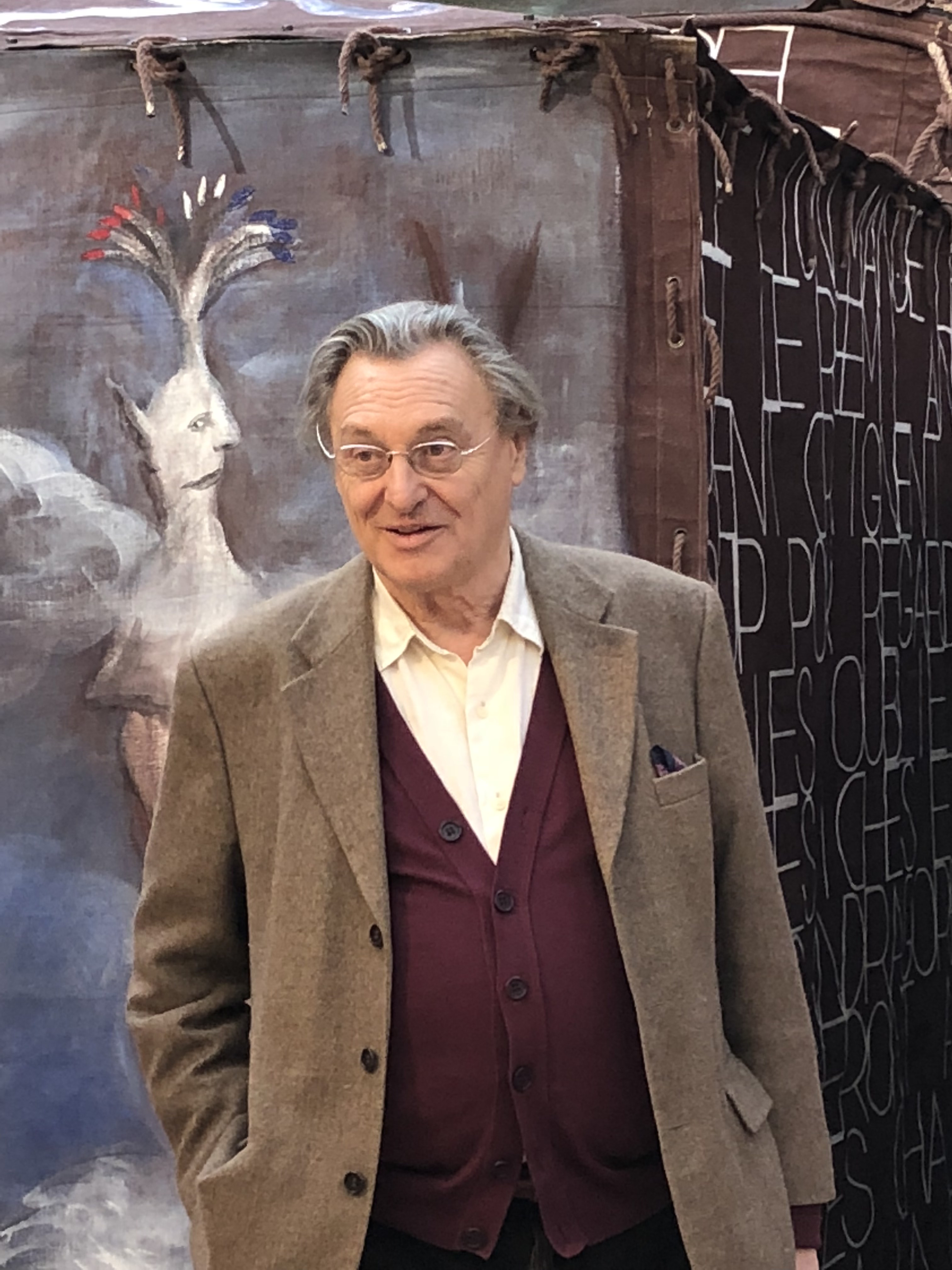
Gérard Garouste
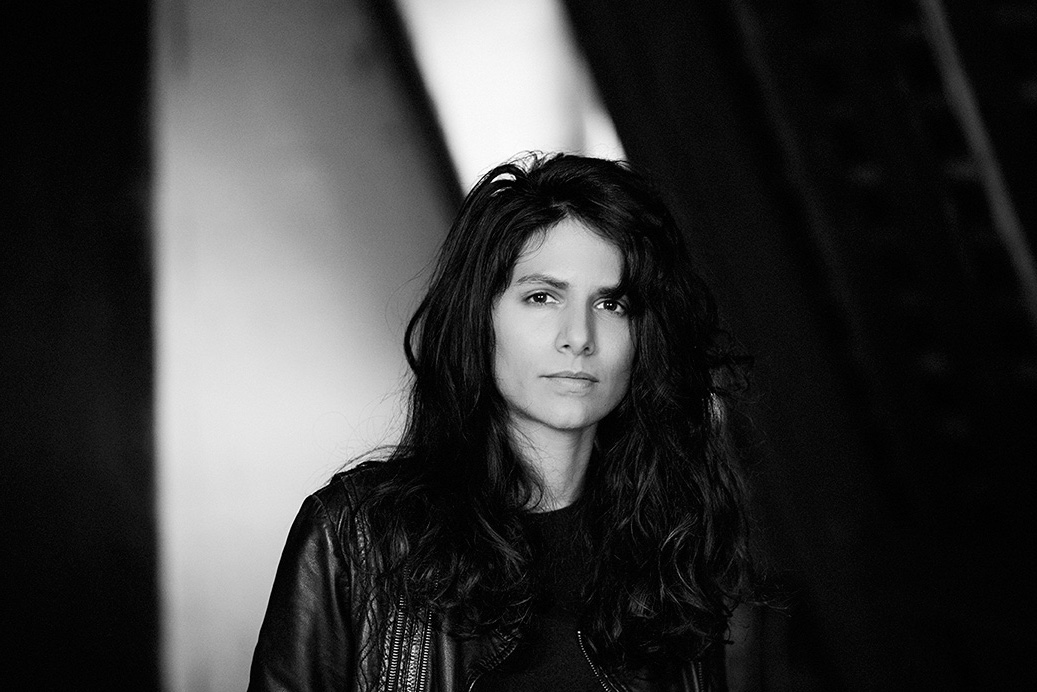
Louise Tilleke

### Commissariat d'expositions
Il est à l’initiative de manifestations comme La Triennale (La Force de l'art), dont la première édition s'est tenue au Grand Palais, en 2006 et de Monumenta, manifestation qui propose à un artiste de notoriété internationale d'investir la Nef du Grand Palais : Anselm Kiefer en 2007, Richard Serra en 2008, Christian Boltanski en 2010, Anish Kapoor en 2011, Daniel Buren en 2012, Emilia et Ilya Kabakov en 2014 et Huang Yong Ping en 2016. 
Il est également à l'origine de « Dans la nuit, des images », événement consacré à l'art et au film numérique dont la conception et le commissariat ont été assurés par Alain Fleischer et le Fresnoy, en 2008 au Grand Palais. Olivier Kaeppelin a été commissaire ou co-commissaire d’exposition notamment pour l’exposition universelle de Séville, la Villa Médicis, le FRAC des Pays de la Loire, la Biennale de Venise, le Musée d’art moderne de Villeneuve d’Ascq, le Musée des Beaux-Arts de Nantes, le Crédac d’Ivry, le Musée des Beaux-Arts de Mulhouse, les Ateliers du Musée d’Art moderne de la Ville de Paris (l’ARC) ainsi que d'expositions en Corée, en Allemagne, en Chine, , etc.
Ces dernières années, il fut le responsable, au Palais de Tokyo, des projets de Sophie Calle et d’Amos Gitaï ainsi qu'à la Fondation Maeght, des expositions consacrées à Erik Dietman, Fabrice Hybert, Gloria Friedmann, Djamel Tatah, aux collections de grands collectionneurs européens Giuliano Gori, Bernard Massini ou à des expositions thématiques comme celle aux côtés de Bernard-Henri Lévy consacrée aux rapports entre l’art et la philosophie, sans oublier une importante exposition « Miró, l’Arlequin artificier » au Fonds Hélène et Édouard Leclerc pour la culture et « Blickachsen 9 » à Bad Homburg et Francfort, 9e édition d’une des manifestations majeures consacrées à la sculpture dans l’espace public en Allemagne. 
Il est en 2014 le directeur artistique de la Biennale internationale de Busan (Corée du Sud). 
En 2015, il est co-commissaire d’une exposition Alberto Giacometti au Kunstmuseum Pablo Picasso de Münster en Allemagne, il organise également les expositions consacrées à Jörg Immendorff, Gérard Garouste et aux sculpteurs contemporains Richard Deacon, Sui Jianguo et Henk Visch (« 3 hommes dans un bateau ») à la Fondation Maeght. 
Olivier Kaeppelin présente l’exposition Gérard Gasiorowski à Lascaux en 2016 ainsi que l’exposition événement de Christo puis celle de Pascal Pinaud à la Fondation Maeght. Il organise par ailleurs l'exposition Les Messagers au château de Biron. 
En 2017, à l'occasion de la 57e édition de la Biennale de Venise, il participe en tant qu'écrivain à l'exposition Le Lien des Mondes autour de Claudine Drai, aux côtés de Guy Martin et Hubert Barrère, au Magazzino Gallery du Palais Contarini-Polignac de Venise. La même année, il organise l’exposition Vivantes natures au château de Biron en Dordogne, les expositions d’A.R. Penck, d’Eduardo Arroyo et Est-ce ainsi que les hommes vivent ? à la Fondation Maeght ainsi que l'exposition à ciel ouvert de Shangying Liu dans le désert de Mongolie intérieure en Chine. Il est également commissaire de l’exposition Pariétal à Lascaux et co-commissaire des expositions Giacometti au centre national des Arts de Tokyo et au Musée municipal de Toyota au Japon. La même année, il présente l'exposition Miró – Welt der monster au Max Ernst Museum de Brühl en Allemagne. 
Il est à l’origine des expositions consacrées à Lee Bae et Jan Fabre programmées en 2018 à la Fondation Maeght.
En 2021, il dirige le commissariat de l'exposition "Panorama 23. ... Par le rêve...", au Fresnoy - Studio National des Arts Contemporains.